# 横浜市立鉄小学校

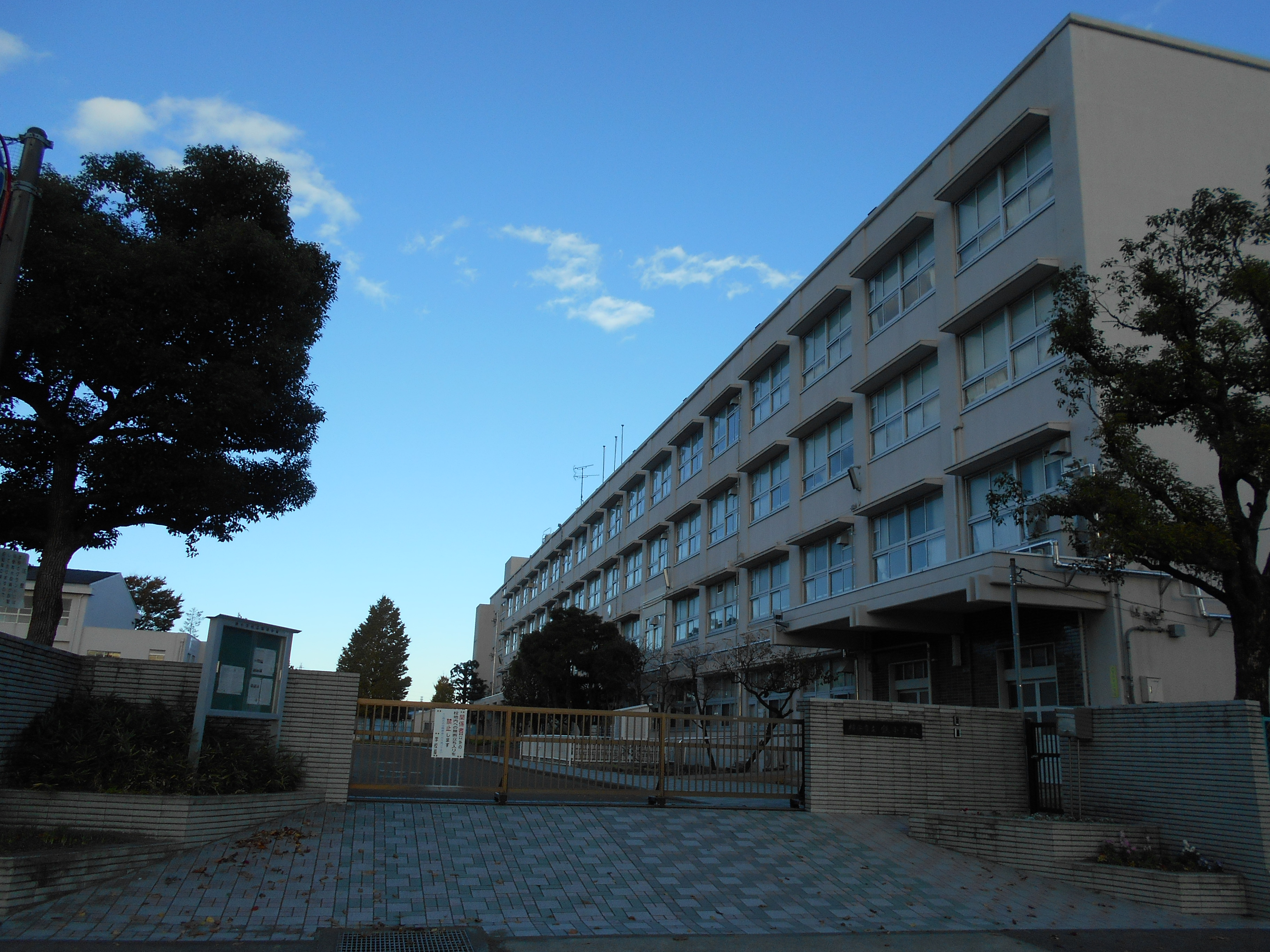
校門

横浜市立鉄小学校（よこはましりつ くろがねしょうがっこう）は、神奈川県横浜市青葉区鉄町にある公立小学校。

## 概要
1873年に開校。横浜市の小学校の中でも最も古い学校のひとつ。

## 沿革
- 1873年4月1日 - 中鉄村の村田敬之助氏宅への「鉄学舎」の創設をもって創立[1]

## 行事
- 田植え
- 収穫祭
- 運動会
- 全校遠足

## 著名な卒業生
- 林玉緒（声優）
- 可児壮隆（サッカー選手）